# بطولة إفريقيا للكرة الطائرة للسيدات 1985
بطولة أفريقيا للكرة الطائرة للسيدات 1985هي الدورة ال2 من البطولة، نظمت بين 1985 في تونس العاصمة (تونس). تجمع نهائياتها أفضل 3 فرق أفريقية في كرة طائرة.

فاز منتخب تونس لكرة الطائرة للسيدات بهذه الدورة.

## المنتخبات المشاركة
- تونس
- مصر
- الكاميرون

## الترتيب النهائي
| المركز                 | المنتخب   |
| ---------------------- | --------- |
| ميدالية ذهبية, إفريقيا | تونس      |
| ميدالية فضية, إفريقيا  | مصر       |
|                        | الكاميرون |

1. ↑  "Women Volleyball II Africa Championship 1985 Tunis (TUN) Winner Tunisia" (بالإنجليزية). Retrieved 2023-10-14.